# Taysan
Taysan è una municipalità di quarta classe delle Filippine, situata nella Provincia di Batangas, nella Regione del Calabarzon.
Taysan è formata da 20 baranggay:
- Bacao
- Bilogo
- Bukal
- Dagatan
- Guinhawa
- Laurel
- Mabayabas
- Mahanadiong
- Mapulo
- Mataas Na Lupa
- Pag-Asa
- Panghayaan
- Piña
- Pinagbayanan
- Poblacion East
- Poblacion West
- San Isidro
- San Marcelino
- Santo Niño
- Tilambo